# Pico do Itabirito
O Pico do Itabirito está situado no município de Itabirito, Minas Gerais, e possui uma altitude de 1.586 metros. Originado de um monolito sem igual no mundo, que é formado por um único bloco de hematita compacta, com alto teor de ferro, constituindo-se numa reserva de aproximadamente 94 milhões de toneladas do minério.
É um patrimônio histórico natural tombado pela Constituição do Estado de Minas Gerais, promulgada em 21 de setembro de 1989.